# Allofmp3.com
Allofmp3.com was een website die tegen betaling muziek- en videobestanden aanbood in diverse formaten, zoals MP3 en WAV. Het bedrijf droeg 15% aan royalty's af aan de vereniging ROMS, welke te vergelijken valt met Buma/Stemra.

## Kenmerken
De website was gevestigd in Rusland zodat men er minder auteursrechten hoefde te betalen. Hierdoor waren de prijzen op de website in het algemeen een stuk lager dan op concurrerende muziekbetaalsites.
De Russische auteurswet van 1993 maakte het mogelijk dat bedrijven muziek verkochten zonder dat zij hier voor de toestemming nodig hadden van de rechthebbenden. In deze periode kwam de officier van justitie tot de conclusie dat een rechtszaak tegen het bedrijf geen kans van slagen had. Sinds de invoering van de nieuwe auteurswet op 1 september 2006 heeft de website de toestemming nodig van de rechthebbende of buitenlandse organisaties die zich administratief met deze rechten bezighouden.
Mede omwille van de lage prijzen heeft de Consumentenbond deze site in 2004 als beste beoordeeld in de categorie voor betaalde muziekdiensten.